# 가와소에정
가와소에정(일본어: 川副町)은 일본 사가현의 남동쪽 끝자락에 위치했던 정이다. 2007년 10월 1일에 사가시에 편입되어 사가시 가와소에정이 되었다.
마을에 사가공항이 있었기 때문에 마을의 캐치프레이즈는 '공항도시-에어프론트시티 가와부-편안한 마을, 풍요로운 마을, 화목한 마을'이 되었다. 또한 사가현 내에서 '초(ちょう)'가 아닌 '마치(まち)'라고 읽는 마을은 고호쿠정과 이곳뿐이었다.

## 지리
사가현의 남동쪽 끝, 사가시의 남쪽에 위치한다. 마을의 남쪽은 아리아케해에 접해 있고, 동쪽은 치쿠고강 하구의 서쪽 기슭에 있어 후쿠오카현과 접해 있다. 마을 전체가 쓰쿠시 평야(사가 평야)에 포함되어 있으며, 마을 남쪽에 있는 사가 공항을 포함해 면적의 절반 이상이 에도 시대 중기부터 진행된 간척으로 만들어진 땅이기 때문에 평평하고 기복이 적은 지형이다.
치쿠고강 하구에 삼각주가 있고, 그 남쪽 절반도 마을 지역(가와부마치 오타쿠마)이다. 오타쿠마도 마찬가지로 350년 동안 50번의 간척을 통해 만들어졌다. 삼각주의 북쪽 절반은 후쿠오카현 오가와시 오노시마 지역이다.
와즈에강은 치쿠고강 수계로 삼각주에서 서쪽으로 갈라져 아리아케해로 흘러든다. 가와부초 와즈에는 와즈에강 서안의 지구명이다

## 역사
무로마치 시대에는 재지 영주 가케 씨 등이 이곳을 다스렸고, 전국시대 다이묘 류조지 다카노부(龍造寺隆信)가 망명지인 지쿠고국에서 귀국을 한 곳도 이곳이었다. 에도 시대에는 사가번의 직할령이 되었으며, 번주 나베시마씨의 외척 가문인 이시이씨에게 주어져 파수소를 설치하고 메이지 유신까지 지배했다. 막부 말기에는 번영 미에쓰 해군소가 설치되어 번 해군의 근거지가 되었다.
- 1889년 4월 1일 - 정촌제 시행에 의해 사가군 미나미카와소에촌, 나카가와소에촌, 오타쿠마촌, 니시카와소에촌이 성립하였다.
- 1953년 4월 1일 - 미나미카와소에촌이 정으로 승격해 미나미카와소에정이 되었다.
- 1955년 4월 1일 - 미나미카와소에정, 나카카와소에촌, 오타쿠마촌이 합병해, 가와소에정이 성립하였다.
- 1956년 9월 30일 - 니시카와소에촌을 편입하였다.
- 2007년 10월 1일 - 히가시요카정, 구보타정과 함께 사가시에 편입되었다.

## 교통

### 도로
- 국도 444호선

### 공항
- 사가공항